# Saint-Germain-en-Laye-Sud (tổng)
Tổng Saint-Germain-en-Laye-Sud là một tổng của Pháp, tọa lạc tại tỉnh Yvelines trong vùng Île-de-France của Pháp.

## Phân chia hành chính
Tổng Saint-Germain-en-Laye-Sud bao gồm trois xã:
- Aigremont: 873 dân,
- Chambourcy: 5 077 dân,
- Saint-Germain-en-Laye, một phần của xã: 20 450 dân (Thủ phủ của tổng).